# Spotify Kids

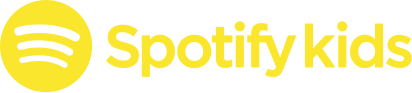
Spotify kidsのロゴ

Spotify Kids (スポティファイ キッズ) は、Spotifyのサービスの一つ。保護者が使用制限をかけたうえで曲を聴くことが可能。オーディオブック、子守唄など、子供向けの厳選されたコンテンツも含まれている。 現状はSpotifyのプレミアムファミリーサブスクリプションプランのサブスクライバーのみが使用できる。

## 働き
通常のSpotifyとは異なり、保護者は子供の再生履歴を表示したり、特定の曲をブロックしたり、プレイリストをお子様と共有することが可能。ほかにも、幼児向けに設計されたプレイリスト、厳選されたオーディオブック、子守唄等も含まれている。これらはSpotifyのプレミアムファミリーサブスクリプションプランに含まれており、プランに加入している人専用である。また、初回起動時に年齢を設定することで、特定の年齢層向けに曲をカスタマイズすることも可能。
Spotify Kidsのプレイリストは、ディスカバリー・キッズ、ニコロデオン、ユニバーサル・ピクチャーズ、ウォルト・ディズニー・カンパニーなどによってキュレーションされている。これらのすべてのコンテンツは、編集者によってキュレーションされており、2021年3月の時点では、約8,000曲が再生可能であった。
Kidsアプリのデザインは通常のSpotifyと異なりカラフルで、ユーザインターフェースはアプリが構成されている年齢層によって異なる。

## リリース
現状はiOSとAndroidで利用可能。 2019年10月にアイルランドでベータテストされた後、2020年2月11日にイギリス全体でベータ版としてリリースされた。その後、スウェーデン、デンマーク、オーストラリア、ニュージーランド、メキシコ、アルゼンチン、ブラジルでリリースされた。 2021年3月31日にはフランス、カナダ、およびアメリカ合衆国にも配信された。